# Oak Grove (Texas)
Oak Grove é uma cidade  localizada no estado norte-americano do Texas, no Condado de Kaufman.

## Demografia
Segundo o censo norte-americano de 2000, a sua população era de 710 habitantes.
Em 2006, foi estimada uma população de 925, um aumento de 215 (30.3%).

## Geografia
De acordo com o United States Census Bureau tem uma área de
5,5 km², dos quais 5,5 km² cobertos por terra e 0,0 km² cobertos por água.

## Localidades na vizinhança
O diagrama seguinte representa as localidades num raio de 16 km ao redor de Oak Grove.